# Муратов Федір Спиридонович
Федір Спиридонович Муратов (29 квітня 1921, село Витязєво, тепер Анапського району Краснодарського краю Російська Федерація — 1 вересня 1992, місто Охтирка Охтирського району Сумської області) — український радянський діяч, голова колгоспу Охтирського району Сумської області, Герой Соціалістичної Праці (31.12.1965). Депутат Верховної Ради УРСР 8—11-го скликань.

## Біографія
Походив з грецької селянської родини. У 1939 році закінчив Нижньобаканське педагогічне училище Краснодарського краю РРФСР.
З 1939 року завідував початковою школою в Анапському районі Краснодарського краю РРФСР. Навчався в Новоросійському вчительському інституті РРФСР.
З 1941 по 1945 рік служив у Червоній армії, учасник Другої світової війни.
Член ВКП(б) з 1943 року.
У 1945—1947 роках — вчитель середньої школи, інструктор Охтирського районного комітету КП(б)У Сумської області.
У 1947—1949 роках — голова колгоспу «Комсомолець» Сумської області.
У 1949—1954 роках — директор Правдинського дитячого будинку Охтирського району Сумської області.
У 1954—1992 роках — голова колгоспу «Комсомолець» (потім — імені Григорія Петровського) міста Охтирки Охтирського району Сумської області.
У 1966 році закінчив Заочну Вищу партійну школу при ЦК КПРС.

## Нагороди
- Герой Соціалістичної Праці (31.12.1965)
- два ордени Леніна (;31.12.1965)
- орден Жовтневої Революції
- два ордени Трудового Червоного Прапора
- орден Дружби народів
- орден Вітчизняної війни 2-го ст. (1985)
- медалі
- Грамота Президії Верховної Ради УРСР